# Den gula hästen
Den gula hästen (orig. The Pale Horse) är en detektivroman av Agatha Christie, som kom ut i original 1961 och i svensk översättning 1962.
Titeln syftar på ett värdshus, som i sin tur syftar på en av de mest kända verserna i Uppenbarelseboken i Bibelns Nya Testamente; där är det Döden som rider på den gula hästen.
Romanen har hennes romanförfattare, detektiven Ariadne Oliver, som en bifigur, och återspeglar i tonen de övernaturliga romanerna av Dennis Wheatley, som då stod på höjden av sin popularitet. Huvudperson i boken är författaren Mark Easterbrook, som bland annat får anledning att fråga sig huruvida det är möjligt att mörda med telepati?  Varken Hercule Poirot eller miss Marple medverkar i denna roman - men Mark möter dels deckarförfattaren Ariadne Oliver, som medverkar i Korten på bordet och många andra romaner med Poirot, och ett par av de övriga misstänkta från just Korten på bordet, och dels kyrkoherdeparet Dane Calthorpe, som miss Marple träffar i romanen Mord per korrespondens. Så på sätt och vis knyter denna bok ihop Poirots och miss Marples "universa".

## Handling
En döende kvinna, Mrs Davis, biktar sig för fader Gorman, en romersk-katolsk präst, men tillsammans med sin bekännelse ger hon honom en lista med namn och en fruktansvärd hemlighet. Men innan han hinner skrida till handling blir han ihjälslagen i dimman. När polisen börjar undersöka saken börjar en ung hjälte pussla ihop bevis som leder honom in på en konvergerande väg.
Mark Easterbrook, bokens huvudperson och dess huvudberättare, ser ett slagsmål mellan två flickor på en kaffebar i Chelsea, under vilket den ena drar ut en del av den andres hår vid rötterna. Strax därefter får han reda på att en av flickorna, Thomasina Tuckerton, har dött. Vid en middag med en vän nämner en kvinna vid namn Poppy Stirling något som kallas den bleka hästen som arrangerar dödsfall, men blir plötsligt rädd över att ha nämnt det och vill inte säga något mer.
När Mark möter poliskirurgen Corrigan får han reda på en lista med efternamn som hittats i skon på en mördad präst vid namn Fader Gorman. Listan innehåller namnen Corrigan, Tuckerton och Hesketh-Dubois (samma namn som Marks gudmor som nyligen har dött av vad som verkar vara naturliga orsaker). Han börjar frukta att listan innehåller namnen på dem som är döda eller snart kommer att dö.
När Mark går till en byfest, organiserad av hans kusin, på Much Deeping, med den berömda deckarförfattaren Ariadne Oliver, får han höra talas om ett hus som har omvandlats från ett gammalt värdshus som heter Den gula hästen. Huset bebos av tre moderna "häxor", ledda av Thyrza Grey. När han besöker hus i området träffar han Mr Venables, en rullstolsburen man som inte har någon uppenbar förklaring till sin stora förmögenhet.
Mark besöker också Den gula hästen och Thyrza Grey diskuterar med honom förmågan att döda på avstånd, som hon påstår sig ha utvecklat. I efterhand verkar det för Mark som om hon har beskrivit för honom en tjänst som hon skulle vara villig att tillhandahålla. Som en del av polisutredningen beskriver ett vittne, Zachariah Osborne, en man som sågs följa efter fader Gorman strax före mordet. Senare berättar Osborne för polisen att han sett samme man i rullstol. Trots att han får reda på att mannen, Venables, är handikappad av polio och är oförmögen att stå på grund av atrofi i benen, förblir Osborne säker på sin iakttagelse och föreslår att Venables kan ha fejkat sitt handikapp.
Marks flickvän Hermia tar inte hans växande rädsla på allvar och han blir missnöjd på henne. Han får dock stöd av Ariadne Oliver och av prästfrun Dane Calthrop, som vill att han ska stoppa det onda som kan tänkas äga rum. Mark blir också allierad med Katherine "Ginger" Corrigan, en tjej som han har träffat i området, och som lyckas locka Poppy att berätta om Gula hästen-organisationen. Ginger får en adress i Birmingham av Poppy, där Mark träffar Mr Bradley, en advokat som inte är advokat och som beskriver hur Den gula hästen fungerar utan att bryta mot lagen - att Bradley slår vad om att någon kommer att dö inom en viss tidsperiod och att klienten slår vad om motsatsen. Om personen i fråga avlider inom den tiden måste klienten betala. (En kund som vägrade föll framför ett mötande tåg och dödades).
Med kommissarie Lejeunes samtycke och Gingers samarbete går Mark med på att begära mordet på sin första fru, som kommer att spelas av Ginger. Vid en ritual av något slag vid Den gula hästen blir Mark vittne till hur Thyrza tydligen kanaliserar en elakartad ande genom en elektrisk apparat. Kort därefter blir Ginger sjuk och börjar snabbt försämras. I desperation vänder sig Mark till Poppy igen, som nämner att hennes vän Eileen Brandon, sagt upp sig från en forskningsorganisation som heter CRC (Customers' Reactions Classified) som verkar ha kopplingar till Den gula hästen. När Mrs Brandon intervjuas avslöjar hon att både hon och Mrs Davis arbetade för organisationen, som undersökte utvalda människor om vilka livsmedel, kosmetika och förskrivna läkemedel de använde.
Ariadne Oliver kontaktar Mark med en viktig koppling som hon har gjort: ett annat offer för Den gula hästen (Mary Delafontaine) har tappat sitt hår under sin sjukdom. Samma sak hände lady Hesketh-Dubois, och Thomasinas hår drogs lätt ut under slagsmålet. Dessutom har Ginger börjat fälla sitt eget hår. Mark inser att symptomen är talliumförgiftning, inte någon form av sataniskt mord.
Det avslöjas att Osborne har varit hjärnan bakom Gula hästen-organisationen, och att svart magi var en vilseledning från hans sida. Morden begicks genom att ersätta de produkter som offren hade namngett i CRC-undersökningen med förgiftade. Osbornes klumpiga försök att blanda in Venables var ett avgörande misstag. Efter Osbornes arrestering förlovar sig Mark och Ginger, som håller på att återhämta sig.

## Karaktärer
- Mark Easterbrook, historiker som forskar om mogulerna
- Inspektör Lejeune, utredaren
- Ariadne Oliver, den hyllade författaren (baserad på Agatha Christie)
- Jim Corrigan, poliskirurg
- Ginger Corrigan, en ung kvinna (inte släkt med Jim)
- Mr Venables, en förmögen man som sitter i rullstol
- Zachariah Osborne, apotekare
- Mr Bradley, juridiskt ombud för Den gula hästen
- Thyrza Grey, en utövare av svartkonster
- Sybil Stamfordis, ett medium
- Bella Webb, Thyrza Greys kock och självutnämnda häxa
- Thomasina Tuckerton, en förmögen ung kvinna
- Pamela "Poppy" Stirling, anställd på Flower Studies Ltd.
- Pastor Dane Calthrop, den lokala kyrkoherden
- Fru Dane Calthrop, kyrkoherdehustru
- Rhoda Despard, Mark Easterbrooks kusin
- Överste Hugh Despard, Rhodas make
- Mrs Tuckerton, Thomasinas styvmor (och arvtagerska)
- Mrs Coppins, ägare till pensionatet där Mrs Davis dör
- Eileen Brandon, en tidigare anställd på Customers' Reactions Classified
- Hermia Redcliffe, Marks pretentiösa flickvän
- David Ardingley, en historiker som är vän med Mark
- Fader Gorman, en romersk-katolsk präst

### Karaktärer som återkommer i andra Christie-verk
- Ariadne Oliver medverkar även i Parker Pyne Investigates, Korten på bordet, Mrs McGinty är död, Död mans fåfänga, Tredje flickan, Mord på Allhelgonadagen och Långa skuggor.
- Överste Despard (som major John Despard) och Rhoda Dawes (flicknamn) förekommer också i Korten på bordet.
- Kyrkoherden och Mrs Dane Calthrop medverkar också i Mord per korrespondens.

## Litterär betydelse och mottagande
Francis Iles (Anthony Berkeley Cox) lovordade romanen i The Guardian den 8 december 1961: "Mrs Agatha Christie är det närmaste vi kan komma evighetsrörelsen. Och inte nog med att hon aldrig slutar, utan hon kastar mitt i prick nästan varje gång; Och om man ibland påminns om de automatiska maskinerna där man drar i ett handtag och ut den färdiga produkten dyker upp, så är det en komplimang till den automatiska maskinen och inte på något sätt en reflektion över Christie. För det senaste rycket i Christie-handtaget ger en produkt som inte bara håller måttet, utan till och med överträffar den. Den gula hästen är faktiskt det bästa provet från just den här fabriken på länge, och det säger en hel del. Temat med svart magi hanteras på ett mästerligt och olycksbådande sätt, och att avslöja vad som ligger bakom det skulle vara oförlåtligt. Det här är en bok som ingen (upprepa, ingen) får missa." Iles utnämnde vidare romanen till sin favorit i tidningens Critic's choice för slutet av året, som publicerades en vecka senare, och skrev att "Det har inte varit ett enastående år för kriminallitteratur, men som vanligt har det varit en eller två förstklassiga artiklar. Det bästa pusslet har utan tvekan varit Agatha Christies Den gula hästen."
Robert Barnard: "Bra sent exempel – lösa handlingar, men med spännande, fantastisk central idé. Handlingen handlar om en organisation av typen Murder-Inc., med en stark överlagring av svart magi. Använder sig också av 'The Box', ett stycke pseudovetenskapligt hokus-pokus som var på modet i West Country på femtiotalet (en av de saker som drev Waugh till vansinnets rand, som berättas i The Ordeal of Gilbert Pinfold)."
I artikeln "Binge!" i Entertainment Weekly nummer #1343-44 (26 december 2014–3 januari 2015) valde författarna Den gula hästen som en "EW-favorit" på listan över "Nine Great Christie Novels".